# 西遊記的衍生作品列表
《西遊記》名列中國“四大名著”，成书于16世纪明朝中叶。故事和人物被廣泛使用，无数次被改编成戏曲、曲艺、電影、電視、舞台剧、动漫、游戏等。根据《西遊記》改編的日本及西方影視劇，有时會采用女演員飾演唐三藏（其中日版《西遊記》的唐三藏幾乎全由女演員飾演），部分女演員更是為了演繹唐三藏一角而剃光頭。

## 小说
- 《西游记》三大续书
  - 《续西游记》：作者不详。
  - 《西游补》：明·董说著。
  - 《后西游记》：作者不详。
- 《四游记》，模仿百回本《西游记》之著作
  - 《东游记》：明·吴元泰著。
  - 《西游记》（西游记传）：明·杨志和刪节《西游记》之版本，共四十回。
  - 《南游记》：明·余象斗著。
  - 《北游记》：明·余象斗著。
- 《西游记》简本之一，与《西游记传》（杨志和版本）齐名
  - 《唐三藏西游释厄传》：明·朱鼎臣著。
- 《新西游记》：清·陈景韩著。
- 《西游回忆录》[註 1]：笔聊生（林嘉鸿）著，专栏标明“猪八戒口述、笔聊生笔记”，行文使用三及第文体；1967至1974年间在香港《晶报》连载。
- 《新西游记》：陈舜臣著。
- 《新孙悟空》：叶永烈著，儿童科幻小说。
- 《西游新记》：童恩正著。
- 《新西游记》：钟海诚著。
- 《悟空传》、《西游日记》：今何在（曾雨）著，网络文学。
- 《唐僧传》：明白人著。
- 《天篷传》：火鸡著。
- 《唐僧情史》：慕容雪村著。
- 《沙僧日记》（沙僧日记1：秀逗的青春）、《沙僧日记2：盛开的师傅》：林长治著，网络文学。
- 《八戒日记》、《悟空日记》、《唐僧日记》：吴俊超著，网络文学。
- 《唐僧自传》、《八戒自传》、《沙僧自传》：夫子著。
- 《悟空前传--斗佛》：路飞的小猪著。
- 《妖怪记事簿》、《妖怪记事簿2》：敦煌著。
- 《唐僧写给观音的36封信》：辛可著。
- 《唐僧志》：蓝波水著，网络文学。
- 《反西游记》：庄蝶庵著，网络文学。
- 《沙僧吐槽日记》：快刀青衣（得到App联合创始人之一）著。
- 《齐天传》系列：楚阳冬著。
- 《大泼猴》系列：甲鱼不是龟（袁选）著，网络文学。
- 《反转西游》：泥人波波著，网络文学。
- 《西游八十一案》系列：陈渐著。
- 《西游·再见悟空》：圣者晨雷著。
- 《太白金星有点烦》：马伯庸著。

## 戏曲

### 杂剧
- 杨景贤《西游记杂剧》
- 无名氏，《二郎神锁齐天大圣》（杂剧，收于明赵琦美辑《脉望馆钞校本古今杂剧》中）
- 《通天河》一卷
- 《盘丝洞》一卷
- 《车迟国》一卷
- 《无底洞》一卷
- 《西天竺》一卷
- 《无底洞传奇》一卷

### 京剧
- 京剧唐王游地府
- 京剧李翠莲
- 京剧刘全进瓜
- 京剧水帘洞（又名“花果山”）
- 京剧拜昆仑
- 京剧闹地府
- 京剧闹龙宫
- 京剧美猴王
- 京剧弼马温
- 京剧安天会（后改编为“闹天宫”）
- 京剧五行山
- 京剧十八罗汉斗悟空
- 京剧高老庄
- 京剧鹰愁涧
- 京剧流沙河（又名“收悟净”）
- 京剧三打白骨精
- 京剧五庄观（又名“万寿山”）
- 京剧黄袍怪（又名“宝象国”）
- 京剧平顶山（又名“莲花洞”）
- 京剧火云洞（又名“红孩儿”）
- 京剧车迟国
- 京剧通天河
- 京剧金兜洞
- 京剧女儿国（又名“女真国”）
- 京剧双心斗（又名“真假美猴王”）
- 京剧琵琶洞
- 京剧孙悟空大破玄虚洞
- 京剧芭蕉扇（又名“火焰山”、“白云洞”）
- 京剧盘丝洞
- 京剧金刀阵
- 京剧无底洞（又名“陷空山”）
- 京剧九狮洞（又名“竹节山”）
- 京剧狮驼岭（又名“狮驼国”）
- 京剧红梅山（又名“金钱豹”）
- 京剧盗魂铃（又名“二本金钱豹”、“八戒降妖”）
- 京剧禅悟

### 歌仔戏
- 1986年杨丽花歌仔戏《新西游记》

### 粤剧
- 粤剧1957年《豬八戒招親》
- 粤剧1962年《孫悟空鬧龍宮》
- 粤剧1964年《孫悟空七打九尾狐》

## 电影
| 年份   | 名稱                              | 地區                            | 部數   | 孫悟空         | 唐三藏   | 猪八戒       | 沙和尚    |
| 1927年 | 《盘丝洞》                        | 中国大陆                        |        | 吴文超         | 蒋梅康   | 周鸿泉       | 詹嘉利    |
| 1940年 | 《孫悟空 (1940年电影)》           | 日本東寶                        | 2      | 榎本健一       | 柳田貞一 | 岸井明       | 金井俊夫  |
| 1951年 | 《哪吒争夺聚宝盆》                | 香港                            |        | 任大官         | 李鹏飞   |              | 袁小田    |
| 1952年 | 《橫衝直撞的孫悟空 (1952年电影)》 | 日本大映                        | 2      | 坂東好太郎     |          |              |           |
| 1954年 | 《突袭的孫悟空 (1954年电影)》     | 日本大映                        | 2      | 坂東好太郎     |          |              |           |
| 1956年 | 《孙悟空 (1956年电影)》           | 日本东映                        | 2      | 伏見扇太郎     | 東宮秀樹 | 岸井明       | 大泉滉    |
| 1959年 | 《孫悟空 (1959年电影)》           | 日本東寶                        |        | 三木则平       |          |              |           |
| 1959年 | 《铁扇公主神火破天门》            | 香港大联影业公司                |        | 林家声         | 苏少棠   | 少新權       | 刘少文    |
| 1959年 | 《豬八戒與孫悟空》                | 台湾                            | 2      | 武拉運         | 牛郎     | 李冠章       | 侯宛      |
| 1959年 | 《豬八戒救美大戰金錢豹》          | 台湾                            | 2      | 武拉運         | 牛郎     | 李冠章       | 侯宛      |
| 1962年 | 《哪咤三斗红孩儿》                | 香港麗士影業公司                |        | 李小鹏         | 尹灵光   | 袁立祥       | 袁小田    |
| 1962年 | 《孙悟空三打白骨精》              | 中国上海电影制片厂              |        | 六龄童         | 筱昌顺   | 七龄童       |           |
| 1962年 | 《火燄山》                        | 韓國漢陽映畫社/香港嶺光影業公司 |        | 金喜甲         | 崔戊龍   |              |           |
| 1962年 | 《孫悟空鬧龍宮》                  | 香港大联影业公司                |        | 陳寶珠         | 區家聲   | 少新權       | 譚定坤    |
| 1964年 | 《孫悟空七打九尾狐》              | 香港玉聯影業公司                | 2      | 阮兆輝         | 關海山   | 梅欣         | 西瓜刨    |
| 1965年 | 《孫悟空三戲百花仙》              | 香港玉聯影業公司                | 2      | 阮兆輝         | 關海山   | 梅欣         | 西瓜刨    |
| 1965年 | 《孫悟空大鬧雷音寺》              | 香港大联影业公司                | 2      | 羽佳           | 李凤声   | 尤光照       | 西瓜刨    |
| 1965年 | 《真假猴王斗八仙》                | 香港大联影业公司                | 2      | 羽佳           | 李凤声   | 尤光照       | 西瓜刨    |
| 1966年 | 《西游记》                        | 香港邵氏电影                    | 5      | 岳华           | 何藩     | 彭鹏         | 田琛      |
| 1966年 | 《铁扇公主》                      | 香港邵氏电影                    | 5      | 岳华           | 何藩     | 彭鹏         | 田琛      |
| 1967年 | 《盤絲洞》                        | 香港邵氏电影                    | 5      | 周龙章         | 何藩     | 彭鹏         | 田琛      |
| 1968年 | 《女儿国》                        | 香港邵氏电影                    | 5      | 周龙章         | 何藩     | 彭鹏         | 田琛      |
| 1975年 | 《红孩儿》                        | 香港邵氏电影                    | 5      | 刘中蓁         | 邓珏人   | 沈颐和       | 杨奎玉    |
| 1972年 | 《孫悟空大戰紅孩兒》              | 台湾                            |        | 龍建國         | 王時政   | 葛小寶       | 張疆      |
| 1976年 | 《新孫悟空72變》                  | 台湾                            |        |                |          |              |           |
| 1978年 | 《李世民遊地府》                  | 台湾                            |        |                |          |              |           |
| 1982年 | 《新西游记 (电影)》               | 台湾                            |        | 劉尚謙         |          |              |           |
| 1982年 | 《孫悟空大戰飛人國》              | 台湾                            |        | 劉尚謙         |          |              |           |
| 1983年 | 《真假美猴王》                    | 中国大陆                        |        | 王金柱         | 赵宇良   | 陈建军       | 刘锁进    |
| 1983年 | 《孙悟空大闹无底洞》              | 中国大陆                        |        | 丁伯禄         | 湛辉     | 丁伯福       | 栗啸华    |
| 1983年 | 《火燄山》                        | 中国大陆                        |        | 刘喜亮         | 欧阳甲仁 | 阎宗孝       |           |
| 1991年 | 《西行平妖》                      | 香港、中国大陆                  |        | 董志华         | 贾永泉   | 张克芃       | 杜玉明    |
| 1995年 | 《西遊記第壹佰零壹回之月光寶盒》  | 香港                            | 2      | 周星驰         | 罗家英   | 吴孟达       | 江约诚    |
| 1995年 | 《西遊記大結局之仙履奇緣》        | 香港                            | 2      | 周星驰         | 罗家英   | 吴孟达       | 江约诚    |
| 1996年 | 《大闹天宫》                      | 中国大陆                        |        | 李阳鸣         |          |              |           |
| 1999年 | 《春归花果山》                    | 中国大陆                        |        | 韩剑光、年金朋 |          |              |           |
| 1999年 | 《哪吒大战美猴王》                | 台湾                            |        | 林志颖         |          | 郝劭文       |           |
| 2001年 | 《西游记：失落的帝国》            | 美国NBC                         | 2      | 王盛德         |          | 埃迪·马森    | 卡伯·貝帝 |
| 2006年 | 《情癫大圣》                      | 香港                            |        | 陈柏霖         | 谢霆锋   | 关智斌       | 张致恒    |
| 2007年 | 《西遊記(2007年电影)》            | 日本富士电视台                  |        | 香取慎吾       | 深津绘里 | 伊藤淳史     | 内村光良  |
| 2008年 | 《功夫之王》                      | 美国                            |        | 李连杰         |          |              |           |
| 2011年 | 《西游记归来》                    | 韩国                            |        |                |          |              |           |
| 2013年 | 《西遊·降魔篇》                   | 香港、中国大陆                  | 2      | 葛行宇、黄渤   | 文章     | 陈炳强       | 李尚正    |
| 2017年 | 《西遊·伏妖篇》                   | 香港、中国大陆                  | 2      | 林更新         | 吴亦凡   | 杨一威、汪铎 | 巴特尔    |
| 2016年 | 《大話西遊叁》                    | 香港、中国大陆                  |        | 韩庚           | 吴京     | 曹承衍       | 周艺轩    |
| 2014年 | 《西遊記之大鬧天宮》              | 香港星皓电影                    | 三部曲 | 甄子丹         |          |              |           |
| 2016年 | 《西遊記之孫悟空三打白骨精》      | 香港星皓电影                    | 三部曲 | 郭富城         | 冯绍峰   | 小沈阳       | 罗仲谦    |
| 2018年 | 《西游記之女兒國》                | 香港星皓电影                    | 三部曲 | 郭富城         | 冯绍峰   | 小沈阳       | 罗仲谦    |
| 2017年 | 《悟空傳》                        | 香港、中国大陆                  |        | 彭于晏         |          | 欧豪         | 乔杉      |
| 2020年 | 《真假美猴王之大圣无双》          | 中国大陆                        |        | 杜奕衡         |          | 龙杨杨       |           |

## 网络电影
- 西游之一路向东(2014年)
- 万万没想到：西游篇(2015年)
- 西游记之锁妖封魔塔 (2016年)
- 西游记之西梁女国 (2016年)
- 西游记之八戒降妖 (2016年)
- 大夢西遊系列
  - 大夢西遊（2016年）
  - 大夢西遊2鐵扇公主（2017年）
  - 大夢西遊3女兒國奇遇記（2017年）
  - 大夢西遊4伏妖記（2018年）
  - 大夢西遊5三戀白骨精（2020年）
- 西遊之牛魔王（2017年）
- 鬥戰勝佛（2017年）
- 拯救悟空（2018年）
- 天蓬归来（2018年）
- 大聖伏妖（2018年）
- 齊天大聖系列
  - 齊天大聖·萬妖之城（2018年）
  - 齊天大聖·火焰山（2019年）
- 八戒降魔系列
  - 八戒降魔（2018年）
  - 八戒降魔2万妖之王（2019年）
- 齊天大聖之大鬧龍宮（2019年）
- 西游传奇之宝象国斗神纪（2019年）
- 真假孙悟空（2019年）
- 大天蓬（2020年）
- 降妖伏魔之定海神針（2020年）
- 孫悟空大戰盤絲洞（2020年）
- 大神猴系列
  - 大神猴1降妖篇（2020年）
  - 大神猴2伏魔篇（2020年）
  - 大神猴3情劫篇（2020年）
- 西遊記比丘國（2021年）
- 悟空之小聖傳（2022年）
- 齊天大聖（2022年）
- 大聖無雙（2022年）
- 大夢西遊之五行山（2022年）

## 电视剧
| 年份 | 名稱                    | 地區              | 集數   | 孫悟空         | 唐三藏             | 猪八戒        | 沙和尚    |
| 1956 | 榎本健一的孫悟空        | 日本              | 20集   | 榎本健一       | 柳田貞一           | 岸井明        | 金井俊夫  |
| 1964 | 孙悟空向西而行          | 日本              | 26集   | 尾上鲤之助     | 林雄太郎           | 丸凡太        | 上田宽    |
| 1974 | 西遊記                  | 香港TVB           |        | 阮令濤         | 陳振華             | 梅欣          | 卢海鹏    |
| 1974 | 马骝精                  | 香港麗的电视      | 25集   | 小麒麟(陈玄宗) | 伊达               | 陈飞龙        | 卢宝华    |
| 1978 | 西遊記I                 | 日本电视台        | 26集   | 堺正章         | 夏目雅子           | 西田敏行      | 岸部四郎  |
| 1979 | 西遊記II                | 日本电视台        | 26集   | 堺正章         | 夏目雅子           | 左顿平        | 岸部四郎  |
| 1983 | 中國神話故事之西遊記    | 台灣华视          | ？集   | 李兴国/张光禧  | 杨怀民             | 王德志        | 孙树培    |
| 1986 | 西游记                  | 中国大陆央视      | 25集   | 六小龄童       | 徐少华/汪粤/迟重瑞 | 马德华        | 闫怀礼    |
| 1987 | 齊天美猴王              | 台湾台视          |        | 王珮珮         | 蘇慧倫             | 劉德淑        |           |
| 1989 | 西遊記                  | 台灣中视          | 5集    | 张光禧         | 楊力               | 王德志        | 孙树培    |
| 1990 | 新西遊記                | 台灣中视          | 23集   | 李兴国         | 秦风               | 王德志        | 陈一郎    |
| 1991 | 西游记外传              | 中央廣播電視總台  | 4集    | 赵元霞/常桂祥  | 王淼               | 黑永宽/李建成 | 贺永祥    |
| 1993 | 西遊記                  | 日本电视台        | SP单集 | 本木雅弘       | 宫泽理惠           | 河原佐武      | 岛田久作  |
| 1994 | 新·西遊記               | 日本电视台        | 17集   | 唐澤壽明       | 牧瀬里穂           | 小仓久宽      | 柄本明    |
| 1996 | 西遊記                  | 香港TVB           | 30集   | 張衛健         | 江華               | 黎耀祥        | 麥長青    |
| 1998 | 西遊記（貳）            | 香港TVB           | 42集   | 陳浩民         | 江華               | 黎耀祥        | 麥長青    |
| 1999 | 西游记续集              | 中国大陆央视      | 16集   | 六小龄童       | 徐少华/迟重瑞      | 崔景富        | 刘大刚    |
| 2000 | 西游记后传              | 中国大陆          | 30集   | 曹荣           | 黄海冰             | 闾汉彪        | 李京      |
| 2000 | 春光灿烂猪八戒          | 中国大陆          | 38集   | 屈中恒         |                    | 徐峥          |           |
| 2000 | 齐天大圣孙悟空/大话西游 | 台灣台视          | 20集   | 左孝虎         | 朱国宏             | 万银鹏        | 元六      |
| 2001 | 西游记：失落的帝国      | 美国NBC           | 2集    | 王盛德         |                    | 埃迪·马森     | 卡伯·贝帝 |
| 2002 | 齊天大聖孫悟空          | 台灣/香港         | 35集   | 張衛健         | 梁漢文             | 葛民輝        | 李璨琛    |
| 2004 | 福星高照猪八戒          | 中国大陆          | 40集   | 熊艺彬         |                    | 黄海波        |           |
| 2005 | 喜气洋洋猪八戒          | 中国大陆          | 44集   |                |                    | 高鑫          |           |
| 2006 | 紅孩兒                  | 香港亞視          | 60集   | 翁清海         | 苗海忠             | 周德华        | 于洪亮    |
| 2006 | 西遊記                  | 日本富士电视台    | 11集   | 香取慎吾       | 深津繪里           | 伊藤淳史      | 內村光良  |
| 2009 | 宝莲灯前传              | 中国大陆央视      | 46集   | 丁健           | 天亮               | 谢宁          | 黄奕良    |
| 2010 | 吴承恩与西游记          | 中国大陆          | 46集   | 六小龄童       | 迟重瑞             | 马德华        | 刘大刚    |
| 2010 | 西游记                  | 中国大陆          | 52集   | 费振翔         | 陈司翰             | 谢宁          | 牟凤彬    |
| 2011 | 西游记                  | 中国大陆          | 66集   | 吴樾/王九胜    | 聂远               | 臧金生        | 徐锦江    |
| 2011 | 春光灿烂猪九妹          | 中国大陆          | 35集   | 乔任梁         | 徐震               | 陈乔恩        | 徐海乔    |
| 2011 | 欢乐元帅                | 中国大陆          | 47集   | 费振翔         |                    | 古巨基        |           |
| 2017 | 大话西游之爱你一万年    | 中国大陆          | 55集   | 黄子韬         | 尹正               | 刘天佐        | 叶浏      |
| 2017 | 花遊記                  | 韩国tvN有线电视台 | 20集   | 李昇基         | 吳漣序             | 李洪基        | 張光      |
| 2018 | 千年来说对不起前传      | 新加坡            | 10集   | 王传一         | 黄俊雄             | 方伟杰        | 江常辉    |
| 2018 | 千年来说对不起后传      | 新加坡            | 20集   | 王传一         |                    | 方伟杰        | 江常辉    |

## 网络剧
| 年份   | 名称                        | 集数                  | 播出媒体          | 唐三藏  | 孙悟空        | 猪八戒           | 沙悟淨          |
| ------ | --------------------------- | --------------------- | ----------------- | ------- | ------------- | ---------------- | --------------- |
| 2014   | 我的西游                    | 20集                  | 腾讯视频          | 刘鑫鹏  | 张博涵        | 穆泉             | 孔庆冰          |
| 2015   | 沙僧日记                    | 16集                  | 乐视网            | 肖旭    | 曹然然        | 肥龙             | 龚格尔          |
| 2015   | 囧西游                      | 第一部10集 第二部12集 | 腾讯视频          | 李川    | 一凡          |                  |                 |
| 2015   | 西游之妖怪别跑              | 15集                  | 爱奇艺            | 徐庆    | 胡浩帆        | 王昊宇           | 宋斌伟          |
| 2015   | 天庭护经队                  | 30集                  | 响巢看看          | 雷泽锐  | 周骏超        | 黄彦             | 李冠明          |
| 2015   | 荒原                        | 三季共32集            | 美国Netflix       | 吴彦祖  |               | 尼克·弗罗斯特    |                 |
| 2015   | 西游奇遇外传                | 8集                   | 腾讯视频          | 金世佳  | 周迅          | 岳云鹏           | 阿雅            |
| 2016   | 少儿西游                    | 第一部7集 第二部8集   | 腾讯视频、看拍APP | 吴青铔  | 雷俊          | 彭晨笙           | 陈泽旭          |
| 2017   | 小戏骨之西游记红孩儿        | 3集                   | 腾讯视频          | 钟奕儿  | 赵士添        |                  |                 |
| 2018   | 新美猴王传奇                | 两季共20集            | 澳大利亚Netflix   | 柴·汉森 | 卢西安·布坎南 | 乔希·汤姆森      | 埃米莉·科克雷尔 |
| 2019   | 天真派西游记                | 16集                  | 腾讯视频          | 段智文  | 葛奕德        | 万君逸           | 董家忱          |
| 2020   | 大神猴                      | 12集                  | 爱奇艺            |         | 谢苗          |                  |                 |
| 2023年 | 凌云志                      | 45集                  | 优酷视频          | 李立    | 林峯          | 吴克群           | 胡承熠          |
| 2023   | 西遊ABC                     | 8集                   | Disney+           |         | 吳彥祖        | 布萊恩·勒        | 范曉雙          |
| 2024   | 少爷和我（第7集：八十一难） | 12集                  | 爱奇艺            | 杨雨光  | 松天硕        | 滕哲（酷酷的滕） | 雷淞然          |
| 2024   | 大王别慌张                  | 14集                  | 爱奇艺            | 闫佩伦  | 唐晓天        |                  |                 |

## 动画

### 电视/网络动画剧集
- 悟空大冒险 虫制作，1967年，共39集。
- 太空西游记 东映动画 & 旭通信社，1978年，共73集。
- 七龙珠 东映动画 & 富士电视台，1986年，共153集。
- 红孩儿传奇 上海美术电影制片厂，1989年，共26集。
- 飞吧超级滑板 韩国KBS，1990年，共54集。
- 美猴王 CCTV，1995年，共12集。
- 飞天小猴王 北京青青树动漫科技有限公司（英语：Vasoon Animation），1996年，共52集。
- 小精灵灰豆 CCTV & 北京科学教育电影制片厂，1998年，共26集。
- 西游记 CCTV，1998年，共52集。
- 极道君漫游记（英语：Gokudo the Adventurer） 榎电影株式会社（英语：Enoki Films），1999年，共26集。
- 最游记（详情请点击）
- Yo! 我是马骝精（英语：Monkey Magic (Japanese TV series)） 日本 & 美国，1999年，共13集。
- 爆裂战士战蓝宝 东映动画 & 朝日电视台，2000年，共32集。
- 成龙历险记 索尼影视电视，2000～2005年，五季共95集（第二季第34集：美猴王的木偶）。
- 魔鬼芯片 上海美术电影制片厂，2002年，共26集。
- 新西游漫记 上海美术电影制片厂，2002年，共18集。
- 猴王五九（英语：Monkey Typhoon） 爱克贝思集团 & 株式会社电通 & 东京电视台，2002年，共52集。
- 帕塔利洛西游记（日语：パタリロ西遊記!） ，日本Kids Station电视台，2005年，共27集。
- 老夫子魔界梦战记 香港亚洲动画，2005年，共13集（第11、12集：新西游记）。
- 哈哈西游行 安徽同人文化，2005年，共40集。
- 天上掉下个猪八戒 CCTV & 武汉江通动画，2005年，共208集。
- 夺宝幸运星 上海联斌文化，2005年，共260集。
- 古代王者恐龙王 世嘉株式会社 & 株式会社日昇，2007～2008年，两季共79集。
- 新美猴王 CCTV，2010年，共52集。
- 嘻哈游记 重庆帝华广告传媒有限公司，2010年，共100集。
- 西游记 江苏慈文传媒，2010年，共104集。
- 西游新传 北京科影国际影视，2010年，共200集。
- 毛毛王历险记 厦门利根思动漫有限公司，2011年，共52集。
- 福星八戒 CCTV & 武汉江通动画，2011年，六季共104集。
- 十万个冷笑话 有妖气动画 & 北斗企鹅工作室，2012年，三季共74集+番外5集（第二、三季：西游篇）。
- 瑰雪黑阳 美国公鸡牙齿工作室（英语：Rooster Teeth），2013年至今，目前八季共99集。
- 超神学院 广州骏豪宏风网络科技有限公司（原虚拟印象工作室），2013～2016年，四季共40集。
- 西游记的故事 北京金丁美奇动画，2014年，共52集。
- 梦幻西游 广州蓝弧文化传播有限公司 & 网易，2014～2016年，四季共52集。
- 瓢虫少女 法国Zagtoon （页面存档备份，存于） & Method Animation（英语：Method Animation），2015年至今，目前四季共104集。
- 狠西游 北京青青树动漫科技有限公司（英语：Vasoon Animation），2016年，共40集。
- 时间飞船24 读卖电视台 & 龙之子制作，2016～2018年，两季共48集（第一季第17集）。
- 雄兵连 广州超神影业有限公司（虚拟印象工作室），2017～2019年，两季共58集。
- 我的小小美猴王 CCTV，2017年，共52集。
- 非人哉 分子互动 & 企鹅影视，2018年，两季共144集（第二季）。
- 西行纪 上海腾讯影业，2018～2022年，四季共70集。
- 功夫熊猫：命运之爪（英语：Kung Fu Panda: The Paws of Destiny） 梦工厂 & 亚马逊米高梅工作室，2018年～2019年，两季共26集。
- 大王不高兴 绘梦动画 & Bilibili，2020年，两季共24集。
- 乐高悟空小俠 乐高集团 & Flying Bark Productions（英语：Flying Bark Productions），2020～2023年，共40集+特别篇14集。
- 高校之神 株式会社MAPPA，2020年，共13集。
- 未来宅急便 台湾公共电视，2021年～2022年，共26集。
- 解离妖圣 爱奇艺 & 传奇工作室，2021年，共30集。
- 民法漫游记 中国法制出版社，2021年，共16集。
- 中国奇谭 上海美术电影制片厂 & Bilibili，2023年，共8集（第1集：小妖怪的夏天）。
- 新西游历险记 功夫动漫股份有限公司，2024年，共52集。

### 院线/网络动画电影
（按：包括部分电视电影、影音首发）
- 切纸细工：西游记之孙悟空物语 日本自由映画研究所（日语：阪東妻三郎プロダクション），1926年
- 铁扇公主 中国联合影业公司，1941年
- 猪八戒吃西瓜 上海美术电影制片厂，1958年（孙悟空作为配角出场）
- 火焰山 上海美术电影制片厂，1958年
- 西游记（英语：Alakazam the Great） 东映动画，1960年
- 大闹天宫 上海美术电影制片厂，1961年
- 善花公主与孙悟空 韩国，1968年
- 孙悟空与星球大战 韩国，1979年
- 丁丁战猴王 上海美术电影制片厂，1980年
- 人参果 上海美术电影制片厂，1981年
- 孙悟空过火焰山 日本TMS娱乐，1982年
- 小八戒 上海美术电影制片厂，1983年（孙悟空作为配角出场）
- 金猴降妖 上海美术电影制片厂，1985年
- 哆啦A梦：大雄的平行西游记 日本新锐动画 & 小学馆，1988年
- 西游记之三件宝贝 上海美术电影制片厂，1989年
- 手冢治虫物语：我的孙悟空 手冢制作公司，1989年
- 帕恰狗西游记 三丽鸥，1990年
- 西游漫记 上海美术电影制片厂，1995年
- 宝莲灯 上海美术电影制片厂，1999年（孙悟空作为配角出场）
- 我的孙悟空 手冢制作公司，2003年
- 红孩儿：决战火焰山 台湾宏广动画，2005年（孙悟空作为配角出场）
- 悟空大战二郎神 云南缘成影视，2007年
- 西游新传 北京科影国际影视，2010年
- Smile 光之美少女！儿童图画书里的世界都不协调！ 东映动画 & 朝日放送电视台，2012年（孙悟空作为配角出场）
- 金箍棒传奇（英语：The Grow） 无锡光年动漫文化，2012年
- 金箍棒传奇2：沙僧的逆袭 上海联斌文化，2015年
- 西游新传2：真心话大冒险 北京科影国际影视，2015年
- 西游记之大圣归来 横店影视 & 高路动画 & 十月动画工坊，2015年
- 机械西游（英语：Bling (film)） 韩国 & 美国，2016年
- 斯帕尔克：宇宙历险记（英语：Spark (2016 film)） 加拿大 & 韩国 & 美国 & 中国大陆，2016年
- 哈喽小梅子：西游记 韩国希杰娱乐，2017年
- 小金刚纽约大冒险（小悟空） 北京快乐新升文化，2018年
- 大闹西游 深圳谜谭动画，2018年
- 悟空奇遇记 苏州舞之动画 & 上海鑫岳影视，2019年
- 新大头儿子和小头爸爸之福鼠送吉 CCTV，2020年（孙悟空作为配角出场）
- 西行纪之再见悟空 上海腾讯影业，2020年
- 烈阳天道 广州超神影业有限公司，2020年
- 烈阳天道2 广州超神影业有限公司，2021年
- 新神榜：哪吒重生 追光动画，2021年（孙悟空作为配角出场）
- 西遊記之再世妖王 星皓影业有限公司，2021年
- 我们的冬奥 北京文投互娱投资有限责任公司 & 万维仁和（北京）科技有限公司 & 上海美术电影制片厂 & 华强方特（深圳）动漫有限公司 & 北京耀影电影发行有限公司 & 北京国影纵横电影发行有限公司 & 中国传媒大学 & 阿里巴巴影业（北京）有限公司，2022年
- 西行纪之穷奇地洞 上海腾讯影业，2022年
- 孙行者传 台湾数位领域电影文化股份有限公司，2022年
- 西游记之七十二变 曲江影视集团 & 环界影业公司，2022年
- 西行纪之暗影魔城 上海腾讯影业，2023年
- 超级英雄美猴王：齐天儿 东方国际影业 & 欧划影业，2023年
- 美猴王 网飞，2023年
- 天降大任 中国电影股份有限公司 & 北京阿革漫影视文化传媒有限公司，2024年
- 八戒之天篷下界 北京环宇星漫文化传播有限公司 & 中青新影文化传媒（北京）有限公司 & 海南联合企业管理集团有限公司 & 金马瑞业（北京）文化产业有限公司，2024年（孙悟空作为配角出场）
- 八戒 兔子创意股份有限公司，2024年（孙悟空作为配角出场）
- 浪浪山小妖怪 上海美术电影制片厂，2025年（孙悟空作为配角出场）

## 漫画
- 西游漫记（张光宇 1945年，中国彩色连环画）
- 绘本西游记（水岛尔保布（日语：水島爾保布） 1950年，日本连环画）
- 我的孙悟空（手冢治虫 1952年，日本漫画）
- 西游记38变（蔡志忠 1981年，台湾漫画）
- 西游记：石猿冒险物语（村野守美 1981年，日本漫画）
- 西游记（小岛功（英语：Kō Kojima） 1984年，日本漫画）
- 西游妖猿传（日语：西遊妖猿伝）（诸星大二郎 1983年，日本漫画）
- 七龙珠（鸟山明 1984年，日本漫画）
- 美猴王（叶清岳 1988年，台湾漫画）
- 超时空猴王（梁挺 1989年，香港漫画）
- 七十二变（孙家裕 1991年，台湾漫画）
- 后西游记（蔡志忠 1992年，台湾漫画）
- 爆笑西游记（真锅让治 1993年，日本漫画）
- 西游奇传：大猿王（寺田克也（英语：Katsuya Terada） 1995年，日本漫画）
- 犬夜叉（高桥留美子 1996年，日本漫画）
- 最游记（峰仓和也 1997年，日本漫画）
- 禁止闹翻天（清岳大明 1997年，台湾漫画）
- 绘本西游记（周锐主编，太田大八（日语：太田大八）绘画 1997年，中国大陆 & 日本绘本）
- 西游释厄传（Jack主编，吴旭曜绘画 1998年，台湾漫画)
- 西游记PLUS（高镇浩 2001年，韩国漫画）
- 猴王五九（英语：Monkey Typhoon）（有森丈时主编，葵露梦绘画 2001年，日本漫画）
- 大话西游漫画・月光宝盒（薛峰 2002年，中国大陆漫画）
- 大圣王（邱福龙 2002年，香港漫画）
- 戏游记（陈翔 2002年，中国大陆漫画）
- 悟空传（今何在主编，屠楠、张梁绘画 2004年，中国大陆漫画）
- Dear Monkey 西游记（白井三二朗 2005年，日本漫画）
- 美生中国人（杨谨伦 2006年，美国漫画）
- 数码西游（方舒眉主编，马星原绘画 2006年，香港漫画）
- 无上西天（叶明轩 2008年，台湾漫画）
- 降妖伏魔录（二十三 2009年，中国大陆漫画）
- 梦幻西游（上海漫唐堂文化传播有限公司 2009年，中国大陆漫画）
- 十万个冷笑话·西游篇（寒舞 2010年，中国大陆漫画）
- 萌幻西游（绿尘 2011年，中国大陆漫画）
- 三眼哮天录（刘飒主编，狸猫绘画 2011年，中国大陆漫画）
- 墨飞正传（墨飞 2014年，中国大陆漫画）
- 西游筋：唐山葬（Otosama 2014年，马来西亚漫画）
- 狠西游（北京青青树动漫科技有限公司（英语：Vasoon Animation） 2015年，中国大陆漫画）
- 诸神的紫菜包饭（张三疯 2015年，中国大陆漫画）
- 大猿神（荣荣 2015年，中国大陆漫画）
- 西行纪（郑健和主编，邓志辉绘画 2015年，香港漫画）
- 阎王不高兴（使徒子 2016年，中国大陆漫画）
- 四圣传（霍连杰 2016年，中国大陆漫画）
- 解离妖圣（浪白白 2018年，中国大陆漫画）
- 悟空传[註 2]（蔡峰 2020年，中国大陆漫画）
- 小猴王（英语：Monkey Prince）（杨谨伦、伯纳德·张（英语：Bernard Chang）、杰西卡·陈 2021年，美国DC漫画）
- 驱魔录·壹（邓昂 2022年，中国大陆漫画）

## 布袋戏
- 1971年《新西遊記》（黃俊雄、台視）
- 1983年《齊天大聖孫悟空》（黃俊雄、台視)
- 《沈明正布袋戲西遊記》

## 戏剧
- 雜技劇《西遊記》，系中國廣州雜技團以《西遊記》經典章節為劇情基礎，傳統雜技功夫為表演形式，融合現代舞台設計，於2006年推出的新型態舞台雜技劇；該劇無任何對白，僅凭借舞台設計與雜技功夫，具體展現《西遊記》部分情節。該劇多次赴歐美及世界各國演出，獲得諸多藝文類別獎項；2010年，首次在台灣台北市國父紀念館公演。

- 舞台剧《西遊記》，现代时尚版，由香港导演林奕華执导，于2007年在台湾公演。

- 歌舞劇《西游记（英语：Monkey: Journey to the West）》，融合中國雜耍、多媒體播放及百老匯音樂劇，由《街头霸王》的兩位創作者戴蒙·亞邦與傑米·休利特（英语：Jamie Hewlett）製作，旅美华裔导演陳士爭執導，於2007年6月28日至7月15日在英国曼徹斯特國際嘉年華（英语：Manchester International Festival）上演。

## 综艺节目
- 《瘋神無雙》（卫视中文台）
- 《新西遊記》（NAVER & tvN）
- 《西游奇遇记》（浙江卫视）

## 电子游戏
- 1979《MonKeyMagic》（街机）（任天堂）（以猴子头为背景元素的弹球游戏，名称与1978年日剧西游记主题曲重名，不确定是否为西游记衍生游戏）
- 1980《THE悟空》（街机）
- 1982《Mighty Monkey》（街机）
- 1983《孙悟空》（電視遊戲）[1]
- 1984《SonSon》（街机）（CAPCOM）
- 1984《MonKeyMagic》（家用电脑Commodore64）（Solar Software）[註 3]
- 1985《MonKeyMagic》（家用电脑Commodore16）（Solar Software）
- 1986《SonSon》（家用机FC移植版）（CAPCOM）
- 1986《元祖西游记超级猴子大冒险》（Vap）
- 1986《麻雀悟空》（Chatnoir）
- 1988《西游降魔录》（Technōs Japan）
- 1988《西遊記世界》（西游记世界）
- 1988《中华大仙》（Taito）
- 1989《任天堂名作童话：游游记前篇》（任天堂）
- 1989《任天堂名作童话：游游记后篇》（任天堂）
- 1989《SonSon2》（CAPCOM）
- 1990《西游记世界2天上界的魔神》（JALECO）
- 1990《麻雀悟空特辑》（Chatnoir）
- 1992《极乐！中华大仙》（Taito）
- 1993《西游记外传》（台北天堂鸟资讯）
- 1994《西游记》（台湾熊猫软体）
- 1994《麻雀悟空天竺》（Chatnoir）
- 1995《西游记齐天大圣篇》（台中雷神资讯）
- 1996《悟空外传》（台湾三协资讯）
- 1996《西游记（孙悟空大战牛魔王）》（台北新资讯科技）
- 1996《風雲悟空忍伝》（Aicom （页面存档备份，存于））
- 1997《美猴王》（北京腾图联合电子/大唐工作室）
- 1997《西游释厄传》（街机）（台湾鈊象电子)
- 1997《齐天大圣》（北京前导软件）
- 1998《幻想西游记》（韓國KCT、台湾智冠科技）
- 1999《西遊記 (日本光荣株式会社游戏)（日语：西遊記 (ゲーム)）》（主机）（光榮SLG遊戲)
- 2000《幻想西游记》（金智塔电脑软件）
- 2000《大唐三藏》（厦门三驰工作室）
- 2001《大话西游》
- 2003《夢幻西遊》
- 2008《大話西游外傳》
- 2008《無雙OROCHI 蛇魔再臨》
- 2009《無雙OROCHI Z》
- 2009《QQ西游》（后更名为《天命西游》）
- 2010《卡布西游》
- 2011《創世西游》
- 2013《造梦西游》
- 2013《奴役：奧德賽西遊》
- 2019《西游记之大圣归来》
- 2024《黑神话：悟空》

## 玩具
- 悟空小俠 (Monkie Kid)：樂高積木系列玩具